# Austrian Football Division 3 2008
La Austrian Football Division 3 2008 è stata la 2ª edizione del campionato di football americano di quarto livello, organizzato dalla AFBÖ.

## Squadre partecipanti
| Club               | Città         | Stadio | Sponsor ufficiale | Risultato nella stagione 2007 |
| ------------------ | ------------- | ------ | ----------------- | ----------------------------- |
| Gmunden Rams       | Gmunden       |        |                   |                               |
| Graz Giants 2      | Graz          |        | Turek             |                               |
| Innsbruck Patriots | Innsbruck     |        |                   |                               |
| Red Lions Hall     | Hall in Tirol |        |                   |                               |
| Schwaz Hammers     | Schwaz        |        |                   |                               |
| Tirol Raiders JV   | Innsbruck     |        |                   |                               |

## Stagione regolare

### Calendario

#### 1ª giornata
| 30 marzo 2008 | Graz Giants 2 | 12 – 6 | Gmunden Rams |  |

| 30 marzo 2008 | Tirol Raiders JV | 25 – 15 | Red Lions Hall |  |

| 30 marzo 2008 | Innsbruck Patriots | 6 – 32 (0-14 0-11 6-7 0-0) | Schwaz Hammers |  |

#### 2ª giornata
| 6 aprile 2008 | Gmunden Rams | 20 – 34 | Tirol Raiders JV |  |

| 6 aprile 2008 | Schwaz Hammers | 19 – 21 (0-7 6-6 7-0 6-8) | Graz Giants 2 |  |

#### 3ª giornata
| 19 aprile 2008 | Schwaz Hammers | 14 – 43 | Tirol Raiders JV |  |

| 20 aprile 2008 | Graz Giants 2 | 49 – 0 | Innsbruck Patriots |  |

| 20 aprile 2008 | Red Lions Hall | 0 – 21 | Gmunden Rams |  |

#### 4ª giornata
| 26 aprile 2008 | Gmunden Rams | 0 – 6 | Schwaz Hammers |  |

| 27 aprile 2008 | Innsbruck Patriots | 0 – 35 | Red Lions Hall |  |

| 27 aprile 2008 | Tirol Raiders JV | 49 – 0 | Graz Giants 2 |  |

#### 5ª giornata
| 17 maggio 2008 | Schwaz Hammers | 22 – 7 (10-0 3-7 2-0 7-0) | Innsbruck Patriots |  |

| 18 maggio 2008 | Gmunden Rams | 13 – 14 | Graz Giants 2 |  |

| 18 maggio 2008 | Red Lions Hall | 24 – 46 | Tirol Raiders JV |  |

#### 6ª giornata
| 25 maggio 2008 | Tirol Raiders JV | 42 – 0 | Innsbruck Patriots |  |

| 25 maggio 2008 | Graz Giants 2 | 22 – 29 | Red Lions Hall |  |

#### 7ª giornata
| 31 maggio 2008 | Innsbruck Patriots | 6 – 37 (0-13 0-0 7-8 14-13) | Gmunden Rams |  |

| 1º giugno 2008 | Red Lions Hall | 14 – 17 (3-7 11-0 0-7 0-3) | Schwaz Hammers |  |

### Classifica
La classifica della regular season è la seguente:
- PCT = percentuale di vittorie, G = partite giocate, V = partite vinte,  P = partite perse, PF = punti fatti, PS = punti subiti

| Pos. | Squadra            | PCT   | G | V | N | P | PF  | PS  |
| ---- | ------------------ | ----- | - | - | - | - | --- | --- |
| 1    | Tirol Raiders JV   | 1.000 | 6 | 6 | 0 | 0 | 239 | 73  |
| 2    | Graz Giants 2      | .667  | 6 | 4 | 0 | 2 | 118 | 116 |
| 3    | Schwaz Hammers     | .667  | 6 | 4 | 0 | 2 | 110 | 91  |
| 4    | Gmunden Rams       | .333  | 6 | 2 | 0 | 4 | 97  | 72  |
| 5    | Red Lions Hall     | .333  | 6 | 2 | 0 | 4 | 117 | 131 |
| 6    | Innsbruck Patriots | .000  | 6 | 0 | 0 | 6 | 19  | 217 |

## Playoff

### Tabellone
|  | Semifinali | Semifinali       | Semifinali |               |    | V Challenge Bowl | V Challenge Bowl | V Challenge Bowl |  |
|  |            |                  |            |               |    |                  |                  |                  |  |
|  | 1          | Tirol Raiders JV | 54         |               |    |                  |                  |                  |  |
|  | 1          | Tirol Raiders JV | 54         |               |    |                  |                  |                  |  |
|  | 4          | Gmunden Rams     | 21         |               |    |                  |                  |                  |  |
|  | 4          | Gmunden Rams     | 21         |               | 1  | Tirol Raiders JV | 45               |                  |  |
|  |            |                  |            |               | 1  | Tirol Raiders JV | 45               |                  |  |
|  |            |                  | 2          | Graz Giants 2 | 15 |                  |                  |                  |  |
|  | 2          | Graz Giants 2    | 2          | Graz Giants 2 | 15 | 20               |                  |                  |  |
|  | 2          | Graz Giants 2    |            |               |    |                  |                  |                  |  |
|  | 3          | Schwaz Hammers   | 14         |               |    |                  |                  |                  |  |

### Semifinali
| 14 giugno 2008 | Tirol Raiders JV | 54 – 21 | Gmunden Rams |  |

| 15 giugno 2008 | Graz Giants 2 | 20 – 14 | Schwaz Hammers |  |

### V Challenge Bowl
| 29 giugno 2008 | Tirol Raiders JV | 45 – 15 | Graz Giants 2 |  |

## Verdetti
- Tirol Raiders JV Vincitori dell'Austrian Football Division 3 2008